# Akroterion

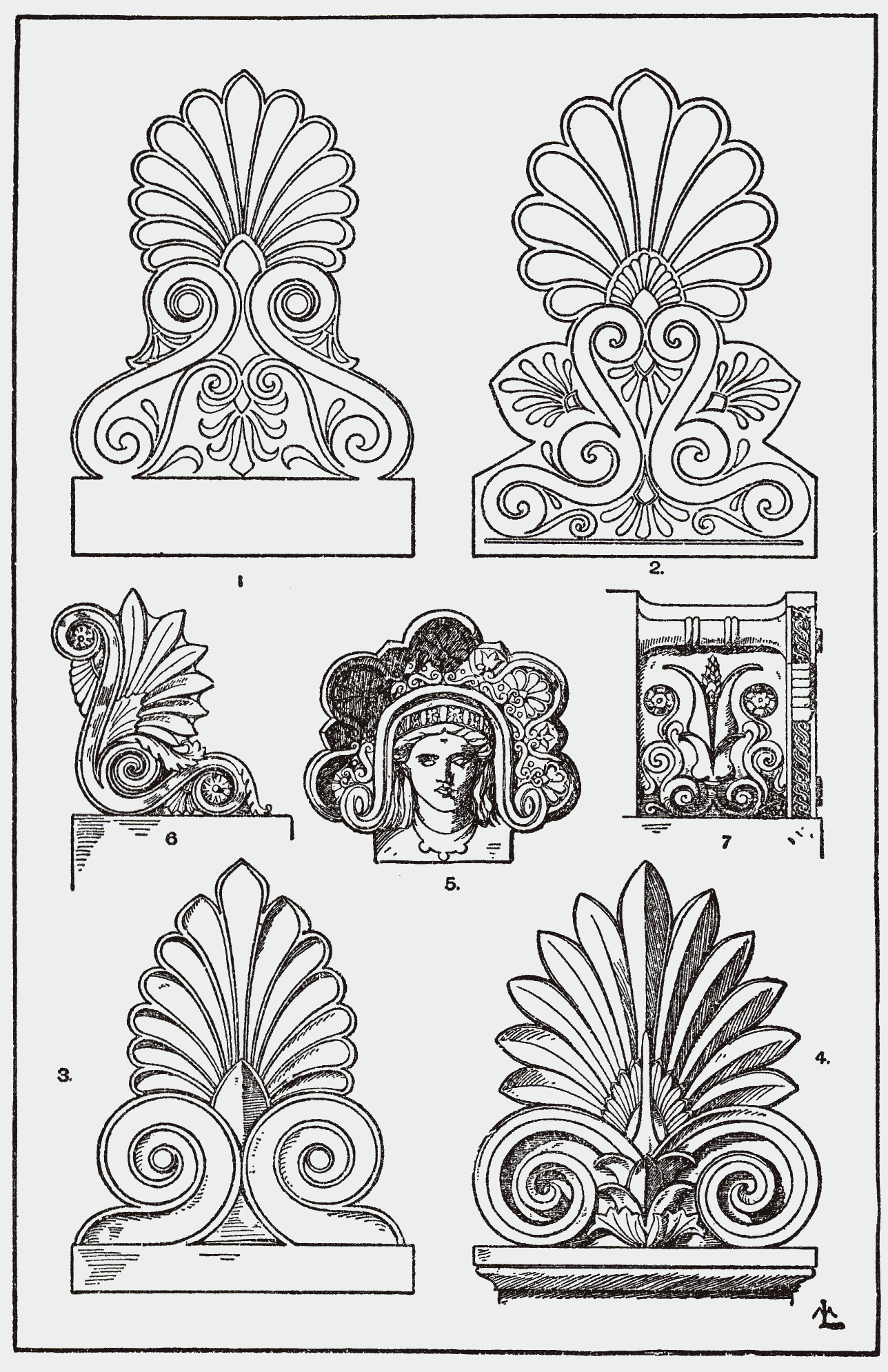
Olika typer av akroterier.

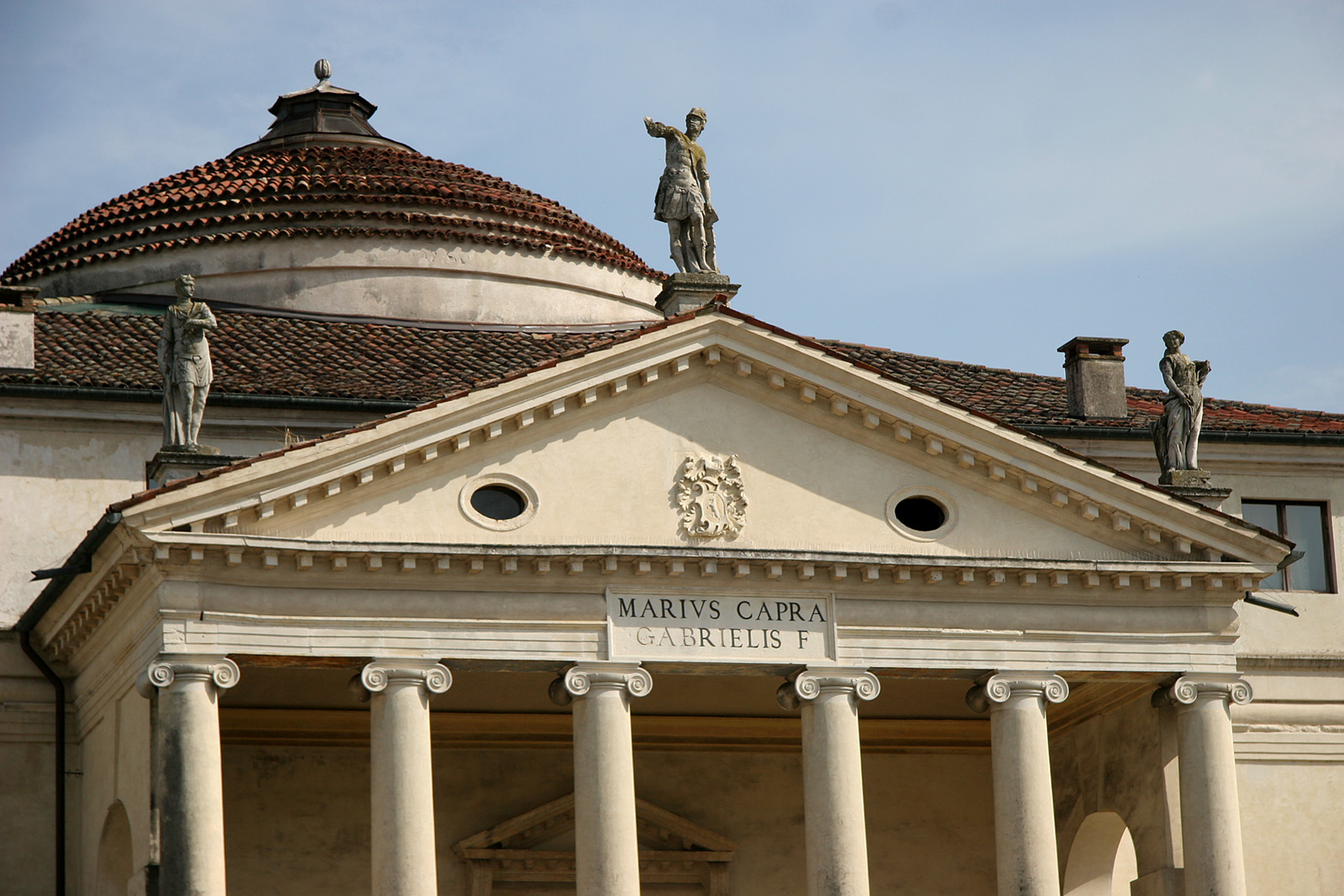
Akroterier på Villa Rotonda.

Akroterion (pluralis: akroterier) är ett skulpturalt, dekorativt element i främst antikens arkitektur och nyklassicismen.
Akroterier placerades ovanför gavelfältens krön eller hörn samt gesimser. Huvudmotivet är ofta en palmett som kan flankeras av figurer eller voluter.
Ornament, som även förekommer på smärre monument, möbler o. d., är antingen figurala, t. ex. en nikegestalt, eller vegetabiliska såsom rankor och palmetter och på hörnen halvpalmetter.